# Andrea Raffeiner
Andrea Raffeiner (1971) è un'ex sciatrice alpina italiana.

## Biografia
Andrea Raffeiner ottenne i suoi unici risultati in campo internazionale in occasione dei Mondiali juniores di Zinal 1990, dove vinse la medaglia di bronzo nello slalom gigante; non ottenne piazzamenti in Coppa del Mondo né prese parte a rassegne olimpiche o iridate.

## Palmarès

### Mondiali juniores
- 1 medaglia:
  - 1 bronzo (slalom gigante a Zinal 1990)

### Campionati italiani
- 3 medaglie[1]:
  - 3 argenti (discesa libera, supergigante, slalom speciale nel 1990)